# Wychylówka (województwo podkarpackie)
Wychylówka – osada w Polsce położona w województwie podkarpackim, w powiecie mieleckim, w gminie Czermin}.
W latach 1975–1998 miejscowość administracyjnie należała do województwa rzeszowskiego.